# Álex Márquez
Alex Márquez Alentà (* 23. April 1996 in Cervera) ist ein spanischer Motorradrennfahrer.
2014 gewann er den Titel in der Moto3-Klasse und 2019 den Titel in der Moto2-Klasse der Motorrad-Weltmeisterschaft. Sein älterer Bruder ist der achtfache Motorrad-Weltmeister Marc Márquez.

## Karriere

### Anfangsjahre
Von 2010 bis 2012 fuhr Márquez in der spanischen Meisterschaft. Mit 24 Punkten wurde er 2010 Elfter der Gesamtwertung der 125-cm³-Klasse; 2011 hinter Teamkollege Álex Rins Vizemeister und 2012 vor dem Deutschen Luca Amato Meister. Zugleich bestritt er in diesem Jahr seine ersten Rennen in der Moto3-Klasse der Motorrad-Weltmeisterschaft. Sein bestes Resultat hierbei war der sechste Platz beim Großen Preis von Katalonien.

### Moto3-Klasse
2013 fuhr Márquez für das Team Estrella Galicia 0,0 seine erste komplette Moto3-WM-Saison auf einer KTM. Beim Grand Prix in Indianapolis stand er als Zweiter hinter Sieger Álex Rins zum ersten Mal auf dem Siegerpodest, beim Grand Prix von Japan in Motegi gewann er sein erstes Rennen. In dieser Saison fuhr er in 15 von 17 Rennen in die Top 5. In der Gesamtwertung belegte er mit 213 Punkten Rang vier.
Zur Saison 2014 blieb Márquez beim Team, das in diesem Jahr mit Honda-Maschinen antrat, und kämpfte von Beginn an um den Titel. Er gewann im Saisonverlauf drei Rennen und sicherte sich mit 278 Punkten mit zwei Punkten Vorsprung vor Jack Miller den WM-Titel in der Moto3-Klasse.

### Moto2-Klasse
Im Jahr 2015 stieg Márquez in die Moto2-Klasse auf. Er pilotierte eine Kalex im Team Estrella Galicia 0,0 Marc VDS. Sein Teamkollege war der Weltmeister von 2014 Esteve Rabat. In einer durchwachsenen Saison belegte er mit 73 Punkten Rang 14 in der Gesamtwertung. Bestes Saisonresultat waren zwei vierte Plätze.
2016 blieb Márquez dem Team treu. Sein neuer Teamkollege war der Italiener Franco Morbidelli. Von den 18 Rennen beendete er acht in den Punkterängen. Bestes Saisonresultat war der zweite Rang beim Großen Preis von Aragonien, welcher auch sein erster Podestplatz in der Moto2-Kategorie war. Im Endklassement belegte er mit 69 Punkten Rang 13.
In der Saison 2017 steigerte sich Márquez deutlich. Beim vierten Saisonrennen, dem Großen Preis von Spanien in Jerez, erreichte er seinen ersten Sieg in der Moto2-Klasse. Im Saisonverlauf folgten zwei weitere Siege. Insgesamt gelangen ihm sechs Podiumsplatzierungen und er erreichte mit 201 Punkten Rang vier in der Gesamtwertung.

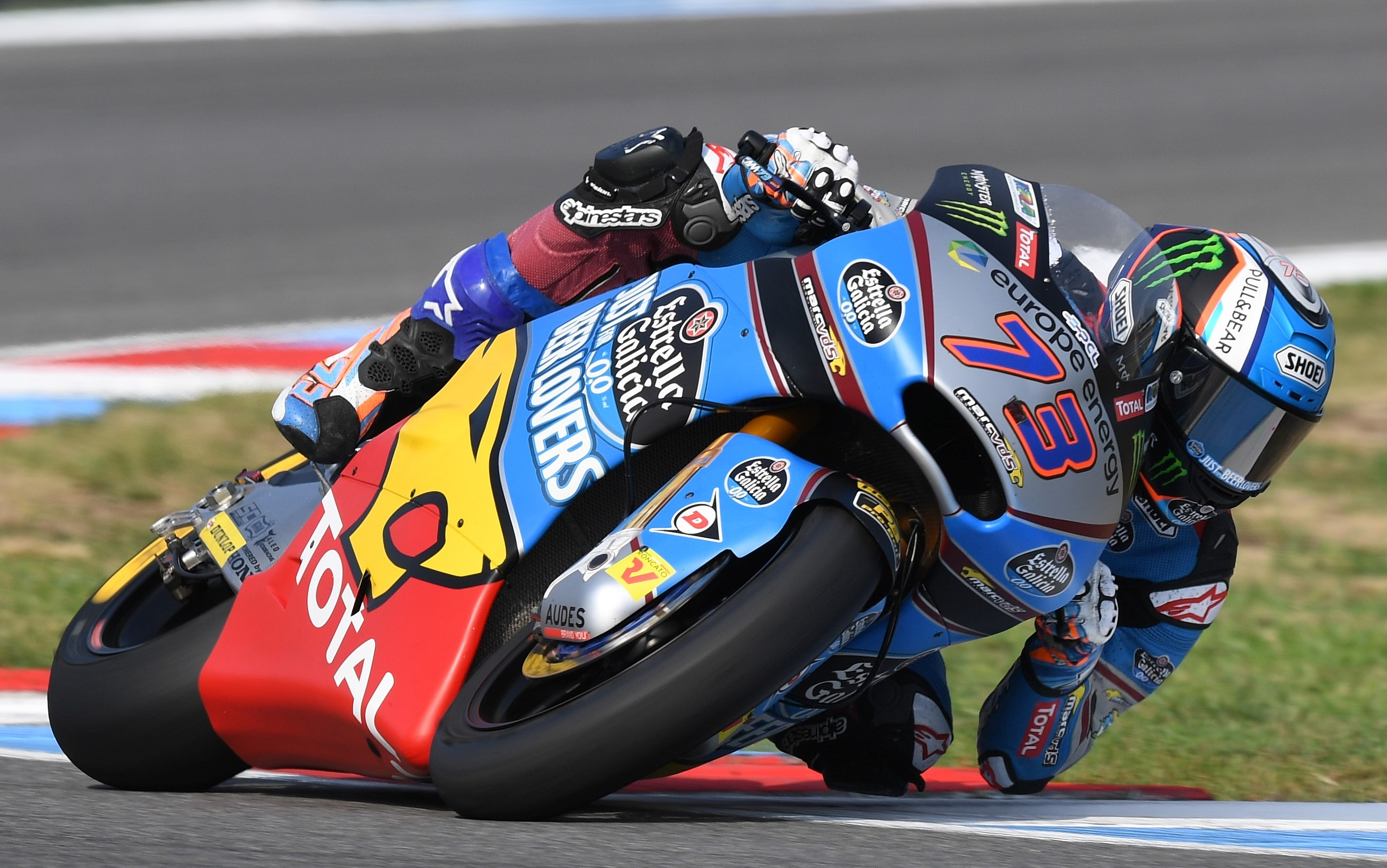
Alex auf der Moto2-Maschine des Marc VDS Racing Teams

Im Jahr 2018 bestätigte er die Leistungen des Vorjahres, jedoch fehlte es ihm an Konstanz, um ernsthaft ins Titelrennen eingreifen zu können. Mit erneut sechs Podiumsplatzierungen und 173 Punkten belegte Márquez wiederum Rang vier im Gesamtklassement.
In der Saison 2019 gewann Márquez auf einer Kalex im Team EG 0,0 Marc VDS den WM-Titel in der Moto2-Kategorie. Fünf Siege und fünf weitere Podiumsplatzierungen sorgten dafür, dass er den Titel bereits beim vorletzten Saisonrennen einfuhr. Mit 262 Punkten lag er in der Endabrechnung drei Punkte vor Brad Binder.

### MotoGP-Klasse
Zur Saison 2020 stieg Márquez in die MotoGP-Klasse auf und fuhr im Repsol-Honda-Werksteam. Sein Teamkollege war sein älterer Bruder und amtierender Weltmeister Marc Márquez. Bei seinem Debüt, dem Großen Preis von Spanien in Jerez, fuhr Álex Márquez als Zwölfter in die Punkte. Da Marc Márquez sich im gleichen Rennen schwer verletzte, bis zum Saisonende ausfiel und durch Testfahrer Stefan Bradl ersetzt wurde, wurde Álex Márquez zur Nummer eins im Team. Sein erstes Podium erzielte Márquez mit Rang zwei hinter Danilo Petrucci beim Großen Preis von Frankreich in Le Mans. Beim folgenden Großen Preis von Aragonien fuhr er mit Rang zwei hinter Álex Rins erneut aufs Podium. Eine Woche später, beim Großen Preis von Teruel, stürzte er auf Rang sieben liegend. In den verbleibenden vier Rennen der Saison gelangen ihm nur noch mit Rang zwölf beim Großen Preis von Portugal WM-Zähler. Mit 67 Punkten belegte er den 14. Platz im WM-Endklassement.
2021 wechselte Alex Márquez vom Honda-Werksteam in das LCR-Honda-Kundenteam, um sich dort weiterentwickeln zu können. Die Honda Racing Corporation sicherte ihm weiterhin volle Werksunterstützung zu. Seinen Platz bei Repsol Honda nahm Pol Espargaró ein. Bestes Saisonresultat war der vierte Platz beim vorletzten Saisonrennen in Portugal. Am Ende belegte er mit 70 Punkten Rang 16 im Gesamtklassement.
Auch 2022 fuhr Márquez für das LCR-Honda-Team. Mit nur vier Top-10-Platzierungen und einem achten Platz als bestem Saisonresultat konnte er jedoch nicht an alte Erfolge anknüpfen. Im Gesamtklassement erreichte er mit 50 Punkten nur Rang 17.
Zur Saison 2023 wechselte Márquez zum Gresini-Team auf eine Ducati Desmosedici GP22, da Honda zunehmend Probleme mit der Konkurrenzfähigkeit des Motorrades hatte. Bereits beim zweiten Saisonrennen in Argentinien fuhr mit Rang drei auf das Podium. In Silverstone gelang ihm sein erster Sprint-Sieg. Beim Großen Preis von Indien, dem 13. Saisonrennen, stürzte er in der Schlussphase des ersten Qualifyings, zog sich drei Rippenbrüche zu und musste daraufhin zwei Rennen pausieren. Beim drittletzten Rennen, dem Großen Preis von Malaysia, gewann er sein zweites Sprintrennen der Saison und fuhr mit dem zweiten Platz im Grand Prix sein bestes Saisonresultat ein. Er beendete die Saison mit 177 Punkten auf Rang neun.

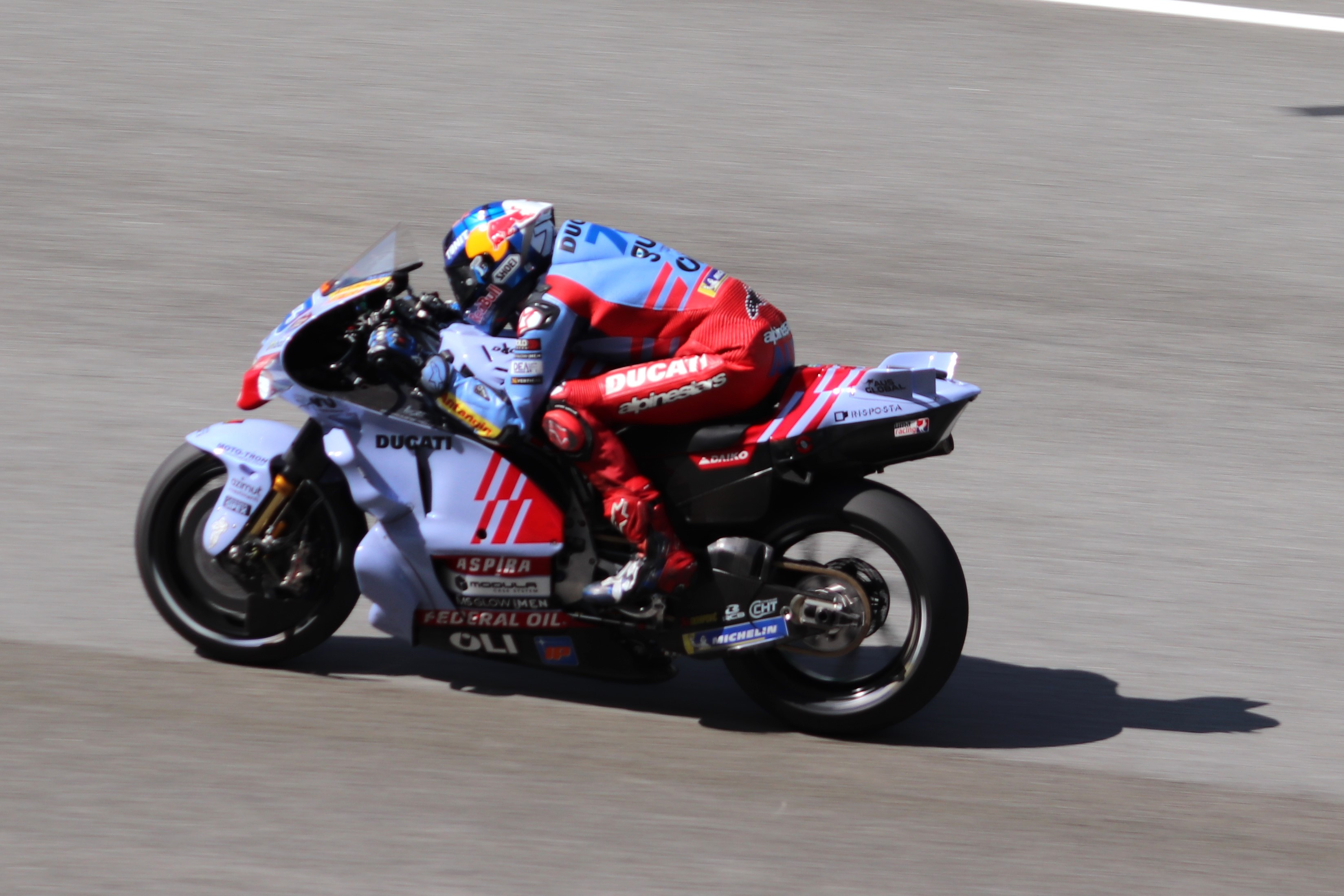
Alex Márquez 2024 auf der Ducati Desmosedici GP23 seines Teams Gresini Racing während des GP von Malaysia

2024 blieb Márquez bei Gresini Racing und erhielt mit Bruder Marc einen neuen Teamkollegen. Während Marc Márquez drei Grand-Prix-Siege einfuhr, hatte Alex Márquez Anpassungsschwierigkeiten an die neue Desmosedici GP23 und konnte nicht an die Leistungen aus dem Vorjahr anknüpfen. Höhepunkt der Saison war das gemeinsame Podium mit seinem Bruder Grand Prix von Deutschland auf dem Sachsenring. Es war das erste Podium eines Bruderpaares in der Geschichte der MotoGP-Klasse. Im Rahmen der Dutch TT wurde sein Vertrag mit dem Gresini-Team um weitere zwei Jahre verlängert. Márquez beendete die Saison im Gesamtklassement auf Rang acht.
Zur Saison 2025 erhielt Márquez mit Rookie Fermin Aldeguer einen neuen Teamkollegen, da sein Bruder ins Ducati-Werksteam gewechselt war. Die Tests vor dem Saisonstart verliefen vielversprechend; Márquez schaffte es regelmäßig, sich auf vorderen Rängen zu platzieren. Dies führte er auch bei den ersten Rennen der Saison weiter. Sowohl beim Saisonauftakt in Thailand als auch beim zweiten Rennen in Argentinien wurde er hinter Bruder Marc jeweils Zweiter im Sprintrennen und im Grand Prix. Diese Platzierung wiederholte er auch bei der dritten Saisonstation in den USA, diesmal hier hinter Marc Márquez im Sprint und hinter Francesco Bagnaia im Hauptrennen. Er holte beim Großen Preis von Spanien seinen ersten Sieg in der MotoGP-Klasse seit seinem Einstieg 2020. Beim darauffolgenden GP von Frankreich stürzte er im Nassen und beendete somit zum ersten Mal in der Saison einen Grand Prix nicht. Beim nächsten Rennen in Silverstone folgte sein erster Sprint-Sieg der Saison. Er brach damit die bisherige Rekordserie seines Bruders von sechs Siegen in Folge. Es folgte beim Großen Preis von Aragonien jeweils im Sprint und im Hauptrennen ein zweiter Platz wieder hinter seinem Bruder. Gleiches erreichte er beim Ducati-Heim-Grand-Prix in Italien auf dem Autodromo Internazionale del Mugello.

## Persönliches
Sein älterer Bruder Marc Márquez ist ebenfalls Motorradrennfahrer in der Motorrad-WM. 2020 startete er an der Seite seines Bruders bei Repsol Honda in der MotoGP. Zur Saison 2024 gingen die Brüder wiederum gemeinsam für ein Team an den Start, diesmal jedoch für das Gresini-Team auf einer Ducati Desmosedici GP23.

## Statistik

### Erfolge
- 2012 – Spanischer Moto3-Meister auf Suter-Honda
- 2013 – Moto3-Rookie of the Year auf KTM
- 2014 – Moto3-Weltmeister auf Honda
- 2019 – Moto2-Weltmeister auf Kalex
- 13 Grand-Prix-Siege

### In der Motorrad-Weltmeisterschaft
(Stand: Großer Preis von Österreich, 17. August 2025)
| Saison | Klasse | Team                                      | Motorrad                | Rennen | Siege | Zweiter | Dritter | Poles | Schn. Runden | Punkte | Ergebnis    |
| ------ | ------ | ----------------------------------------- | ----------------------- | ------ | ----- | ------- | ------- | ----- | ------------ | ------ | ----------- |
| 2012   | Moto3  | Estrella Galicia 0,0 Ambrogio Next Racing | Suter-Honda             | 11     | –     | –       | –       | –     | 1            | 27     | 20.         |
| 2013   | Moto3  | Estrella Galicia 0,0                      | KTM                     | 17     | 1     | 1       | 3       | –     | 3            | 213    | 4.          |
| 2014   | Moto3  | Estrella Galicia 0,0                      | Honda                   | 18     | 3     | 6       | 1       | 3     | 3            | 278    | Weltmeister |
| 2015   | Moto2  | EG 0,0 Marc VDS Racing Team               | Kalex                   | 18     | –     | –       | –       | –     | –            | 73     | 14.         |
| 2016   | Moto2  | EG 0,0 Marc VDS Racing Team               | Kalex                   | 17     | –     | 1       | –       | –     | –            | 69     | 13.         |
| 2017   | Moto2  | EG 0,0 Marc VDS Racing Team               | Kalex                   | 17     | 3     | 2       | 1       | 3     | 3            | 201    | 4.          |
| 2018   | Moto2  | EG 0,0 Marc VDS Racing Team               | Kalex                   | 18     | –     | 2       | 4       | 3     | 2            | 173    | 4.          |
| 2019   | Moto2  | EG 0,0 Marc VDS Racing Team               | Kalex                   | 19     | 5     | 2       | 3       | 6     | 5            | 262    | Weltmeister |
| 2020   | MotoGP | Repsol Honda Team                         | Honda RC213V            | 14     | –     | 2       | –       | –     | –            | 74     | 14.         |
| 2021   | MotoGP | LCR Honda Castrol                         | Honda RC213V            | 18     | –     | –       | –       | –     | –            | 70     | 16.         |
| 2022   | MotoGP | LCR Honda Castrol                         | Honda RC213V            | 20     | –     | –       | –       | –     | –            | 50     | 17.         |
| 2023   | MotoGP | Gresini Racing MotoGP                     | Ducati Desmocedici GP22 | 17     | –     | 1       | 1       | 1     | 2            | 177    | 9.          |
| 2024   | MotoGP | Gresini Racing MotoGP                     | Ducati Desmocedici GP23 | 20     | –     | –       | 1       | –     | –            | 173    | 8.          |
| 2025   | MotoGP | BK8 Gresini Racing MotoGP                 | Ducati Desmosedici GP24 | 13     | 1     | 6       | –       | –     | 2            | 276    | 2.*         |
| Gesamt | Gesamt | Gesamt                                    | Gesamt                  | 237    | 13    | 23      | 14      | 16    | 21           | 2116   | 2 WM-Titel  |

* Laufende Saison
Grand-Prix-Siege
| Saison | Klasse | Rennen                                               |
| ------ | ------ | ---------------------------------------------------- |
| 2013   | Moto3  | Japan                                                |
| 2014   | Moto3  | Katalonien Niederlande Japan                         |
| 2017   | Moto2  | Spanien Katalonien Japan                             |
| 2019   | Moto2  | Frankreich Italien Katalonien Deutschland Tschechien |
| 2025   | MotoGP | Spanien                                              |

Einzelergebnisse
| Saison | 1        | 2           | 3           | 4          | 5          | 6                      | 7                      | 8              | 9                  | 10                     | 11          | 12                     | 13         | 14             | 15            | 16             | 17         | 18             | 19         | 20       | 21       | 22       |
| ------ | -------- | ----------- | ----------- | ---------- | ---------- | ---------------------- | ---------------------- | -------------- | ------------------ | ---------------------- | ----------- | ---------------------- | ---------- | -------------- | ------------- | -------------- | ---------- | -------------- | ---------- | -------- | -------- | -------- |
| 2012   | Katar    | Spanien     | Portugal    | Frankreich | Katalonien | Vereinigtes Konigreich | Niederlande            | Deutschland    | Italien            | Vereinigte Staaten     |             | Tschechien             | San Marino | Aragonien      | Japan         | Malaysia       | Australien | \|\| \|\| \|\| |            |          |          |          |
| 2012   |          | 12          | 15          |            | 6          |                        |                        |                |                    | [ # 1 ]                | DNF         | 21                     | DNF        | 15             | 14            | 14             | 9          | DNF            |            |          |          |          |
| 2013   | Katar    | USA-Texas   | Spanien     | Frankreich | Italien    | Katalonien             | Niederlande            | Deutschland    | Vereinigte Staaten |                        | Tschechien  | Vereinigtes Konigreich | San Marino | Aragonien      | Malaysia      | Australien     | Japan      | \|\| \|\| \|\| |            |          |          |          |
| 2013   | 4        | DNF         | 23          | 5          | 5          | 4                      | 5                      | 5              | [ # 1 ]            | 2                      | 5           | 3                      | 3          | 3              | 4             | 4              | 1          | 4              |            |          |          |          |
| 2014   | Katar    | USA-Texas   | Argentinien | Spanien    | Frankreich | Italien                | Katalonien             | Niederlande    | Deutschland        |                        | Tschechien  | Vereinigtes Konigreich | San Marino | Aragonien      | Japan         | Australien     | Malaysia   | \|\| \|\| \|\| |            |          |          |          |
| 2014   | 2        | DNF         | 2           | 7          | 5          | DNF                    | 1                      | 1              | 4                  | 6                      | 4           | 2                      | 2          | 2              | 1             | 2              | 5          | 3              |            |          |          |          |
| 2015   | Katar    | USA-Texas   | Argentinien | Spanien    | Frankreich | Italien                | Katalonien             | Niederlande    | Deutschland        |                        | Tschechien  | Vereinigtes Konigreich | San Marino | Aragonien      | Japan         | Australien     | Malaysia   | \|\| \|\| \|\| |            |          |          |          |
| 2015   | 11       | 15          | 15          | 9          | DNF        | 12                     | 11                     | 9              | 18                 | 10                     | 4           | 4                      | DNF        | DNF            | 18            | 9              | DNF        | 12             |            |          |          |          |
| 2016   | Katar    | Argentinien | USA-Texas   | Spanien    | Frankreich | Italien                | Katalonien             | Niederlande    | Deutschland        | Osterreich             | Tschechien  | Vereinigtes Konigreich | San Marino | Aragonien      | Japan         | Australien     | Malaysia   | \|\| \|\| \|\| |            |          |          |          |
| 2016   | DNF      | DNF         | 11          | DNF        | DNF        | 16                     | 18                     | 8              | DNF                | 6                      | 5           | 25                     | 10         | 2              | DNF           | DNS            | 7          | DNF            |            |          |          |          |
| 2017   | Katar    | Argentinien | USA-Texas   | Spanien    | Frankreich | Italien                | Katalonien             | Niederlande    | Deutschland        | Tschechien             | Osterreich  | Vereinigtes Konigreich | San Marino | Aragonien      | Japan         | Australien     | Malaysia   | \|\| \|\| \|\| |            |          |          |          |
| 2017   | 5        | 21          | 4           | 1          | 4          | 3                      | 1                      | 6              | DNF                | 2                      | 2           | 14                     | DNS        | DNF            | 1             | 6              | DNF        | 5              |            |          |          |          |
| 2018   | Katar    | Argentinien | USA-Texas   | Spanien    | Frankreich | Italien                | Katalonien             | Niederlande    | Deutschland        | Tschechien             | Osterreich  | Vereinigtes Konigreich | San Marino | Aragonien      | Thailand      | Japan          | Australien | Malaysia       | \|\| \|\|  |          |          |          |
| 2018   | 3        | 5           | 2           | DNF        | 2          | 5                      | 3                      | 3              | 13                 | DNF                    | DNF         | C                      | 18         | 4              | DNF           | 4              | 7          | 7              | 3          |          |          |          |
| 2019   | Katar    | Argentinien | USA-Texas   | Spanien    | Frankreich | Italien                | Katalonien             | Niederlande    | Deutschland        | Tschechien             | Osterreich  | Vereinigtes Konigreich | San Marino | Aragonien      | Thailand      | Japan          | Australien | Malaysia       | \|\| \|\|  |          |          |          |
| 2019   | 7        | 3           | 5           | 24         | 1          | 1                      | 1                      | DNF            | 1                  | 1                      | 2           | DNF                    | 3          | 3              | 5             | 6              | 8          | 2              | 30         |          |          |          |
| 2020   | Katar    | Spanien     | Andalusien  | Tschechien | Osterreich | Steiermark             | San Marino             | Emilia-Romagna | Katalonien         | Frankreich             | Aragonien   |                        | Europa     | Valencia       | \|\| \|\|\|\| |                |            |                |            |          |          |          |
| 2020   | C        | 12          | 8           | 15         | 14         | 16                     | 17                     | 7              | 13                 | 2                      | 2           | DNF                    | DNF        | 16             | 9             |                |            |                |            |          |          |          |
| 2021   | Katar    | Katar       | Portugal    | Spanien    | Frankreich | Italien                | Katalonien             | Deutschland    | Niederlande        | Steiermark             | Osterreich  | Vereinigtes Konigreich | Aragonien  | San Marino     | USA-Texas     | Emilia-Romagna | Portugal   | \|\| \|\| \|\| |            |          |          |          |
| 2021   | DNF      | DNF         | 8           | DNF        | 6          | 14                     | 11                     | DNF            | 14                 | 9                      | 9           | 8                      | DNF        | 15             | 12            | DNF            | 4          | 13             |            |          |          |          |
| 2022   | Katar    | Indonesien  | Argentinien | USA-Texas  | Portugal   | Spanien                | Frankreich             | Italien        | Katalonien         | Deutschland            | Niederlande | Vereinigtes Konigreich | Osterreich | San Marino     | Aragonien     | Japan          | Thailand   | Australien     | Malaysia   | \|\|     |          |          |
| 2022   | DNF      | 13          | 15          | DNF        | 7          | 13                     | 14                     | 14             | 10                 | DNF                    | 15          | 17                     | 14         | 10             | 12            | 13             | 8          | DNF            | 17         | 17       |          |          |
| 2023   | Portugal | Argentinien | USA-Texas   | Spanien    | Frankreich | Italien                | Deutschland            | Niederlande    | Kasachstan         | Vereinigtes Konigreich | Osterreich  | Katalonien             | San Marino | Indien         | Japan         | Indonesien     | Australien | Thailand       | Malaysia   | Katar    | Valencia |          |
| 2023   | 69       | 35          | DNF         | 8          | DNF        | DNF                    | 78                     | 69             | C                  | DNF1                   | 54          | 6                      | 119        | DNS            |               |                | 9          | DNF8           | 21         | 64       | 68       |          |
| 2024   | Katar    | Portugal    | USA-Texas   | Spanien    | Frankreich | Katalonien             | Italien                | Niederlande    | Deutschland        | Vereinigtes Konigreich | Osterreich  | Aragonien              | San Marino | Emilia-Romagna | Indonesien    | Japan          | Australien | Thailand       | Malaysia   | \|\|     |          |          |
| 2024   | 67       | DNF         | 15          | 4          | 10         | 7                      | 98                     | 78             | 39                 | 76                     | 10          | DNF4                   | 6          | 9              | DNF           | DNF7           | 15         | 105            | 4          | 45       |          |          |
| 2025   | Thailand | Argentinien | USA-Texas   | Katar      | Spanien    | Frankreich             | Vereinigtes Konigreich | Aragonien      | Italien            | Niederlande            | Deutschland | Tschechien             | Osterreich | Ungarn         | Katalonien    | San Marino     | Japan      | Indonesien     | Australien | Malaysia | Portugal | Valencia |
| 2025   | 2        | 2           | 2           | 62         | 12         | DNF2                   | 51                     | 2              | 2                  | DNF2                   | 28          | DNF                    | 102        |                |               |                |            |                |            |          |          |          |

| Legende  | Legende            | Legende                                                          |
| Farbe    | Abkürzung          | Bedeutung                                                        |
| -------- | ------------------ | ---------------------------------------------------------------- |
| Gold     | –                  | Sieg                                                             |
| Silber   | –                  | 2. Platz                                                         |
| Bronze   | –                  | 3. Platz                                                         |
| Grün     | –                  | Platzierung in den Punkten                                       |
| Blau     | –                  | Klassifiziert außerhalb der Punkteränge                          |
| Violett  | DNF                | Rennen nicht beendet (did not finish)                            |
| Violett  | NC                 | nicht klassifiziert (not classified)                             |
| Rot      | DNQ                | nicht qualifiziert (did not qualify)                             |
| Rot      | DNPQ               | in Vorqualifikation gescheitert (did not pre-qualify)            |
| Schwarz  | DSQ                | disqualifiziert (disqualified)                                   |
| Weiß     | DNS                | nicht am Start (did not start)                                   |
| Weiß     | WD                 | zurückgezogen (withdrawn)                                        |
| Hellblau | PO                 | nur am Training teilgenommen (practiced only)                    |
| Hellblau | TD                 | Freitags-Testfahrer (test driver)                                |
| ohne     | DNP                | nicht am Training teilgenommen (did not practice)                |
| ohne     | INJ                | verletzt oder krank (injured)                                    |
| ohne     | EX                 | ausgeschlossen (excluded)                                        |
| ohne     | DNA                | nicht erschienen (did not arrive)                                |
| ohne     | C                  | Rennen abgesagt (cancelled)                                      |
| ohne     | keine WM-Teilnahme |                                                                  |
| sonstige | P/fett             | Pole-Position                                                    |
| sonstige | 1/2/3/4/5/6/7/8    | Punktplatzierung im Sprint-/Qualifikationsrennen                 |
| sonstige | SR/kursiv          | Schnellste Rennrunde                                             |
| sonstige | *                  | nicht im Ziel, aufgrund der zurückgelegten Distanz aber gewertet |
| sonstige | ()                 | Streichresultate                                                 |
| sonstige | unterstrichen      | Führender in der Gesamtwertung                                   |

Anmerkungen
1. 1 2  Kein Rennen in der Moto3-Klasse